# Épisodes de La Mafia
Cet article présente les épisodes de la mini-série La Mafia (La piovra).

## Télésuite 1:La Mafia
- Italie :  1er mars 1984 sur Rai Uno

## Télésuite 2:La Mafia 2
- Italie : 1985 sur Rai Uno

## Télésuite 3:La Mafia 3
- Italie : 1987 sur Rai Uno

## Télésuite 4:La Mafia 4
- Italie : 1989 sur Rai Uno

## Télésuite 5:La Mafia 5
- Italie : 1990 sur Rai Uno

## Télésuite 6:La Mafia 6
- Italie : 1992 sur Rai Uno

## Télésuite 7:La Mafia 7
- Italie : 1995 sur Rai Uno

## Télésuite 8:La Mafia 8
- Italie : 1997 sur Rai Uno

## Télésuite 9:La Mafia 9
- Italie : 1998 sur Rai Uno

## Télésuite 10:La Mafia 10
- Italie : 1999 sur Rai Uno